# Вудворт (Северна Дакота)
Вудворт (енгл. Woodworth) град је у америчкој савезној држави Северна Дакота.

## Демографија
По попису из 2010. године број становника је 50, што је 30 (-37,5%) становника мање него 2000. године.
| Група             | 2000.       | 2010.      |
| Белци             | 80 (100,0%) | 46 (92,0%) |
| Афроамериканци    | 0 (0,0%)    | 0 (0,0%)   |
| Азијати           | 0 (0,0%)    | 0 (0,0%)   |
| Хиспаноамериканци | 0 (0,0%)    | 0 (0,0%)   |
| Укупно            | 80          | 50         |